# Trox striatus
Trox striatus là một loài bọ cánh cứng trong họ Trogidae.

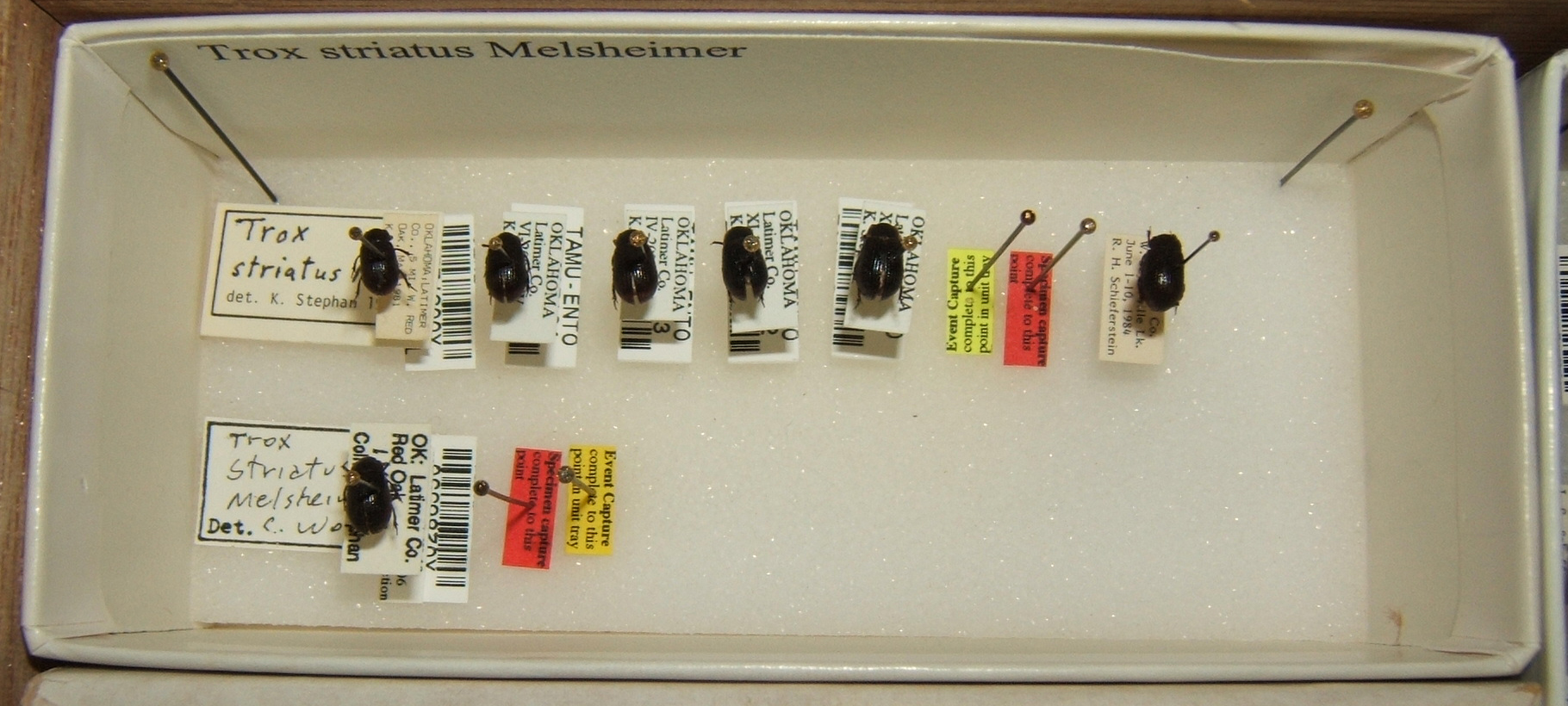
Trox striatus variation